# Джубілі (нафтове родовище)

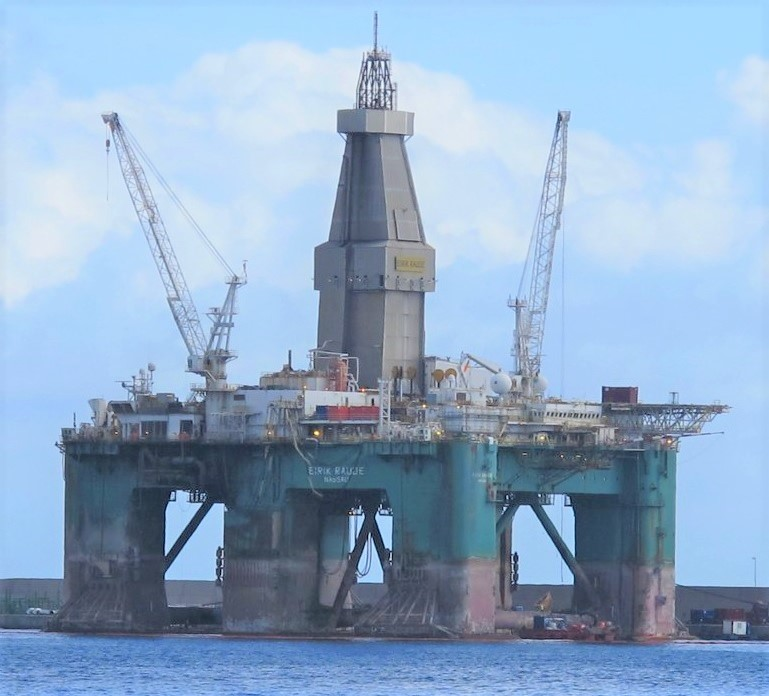
Бурове судно Eirik Raude, яке брало участь в роботах першого етапу розробки родовища Джубілі

Джубілі — нафтове родовище у Гвінейській затоці в економічній зоні Гани, яке містить також значні запаси асоційованого газу. Розташоване приблизно за 60 км від узбережжя, посередині між іншими великими ганськими родовищами — TEN на заході та Санкофа на сході. Належить до басейну Тано.

## Історія відкриття
Вперше вуглеводні на цій ділянці відкрили свердловиною Mahogany-1, спорудженою напівзануреним буровим судном Belford Dolphin у 2007 році в районі з глибиною моря 1320 метрів. При загальній глибині у 3826 метрів свердловина перетнула інтервал завтовшки 95 метрів, який містив вуглеводні у турбідітних пісковиках верхньої крейди (сантонський ярус). Перспективність відкриття підтвердила наступна споруджена в тому ж році Belford Dolphin свердловина — Hyedua-1, яка знаходилась в районі зі ще більшою глибиною моря 1530 метрів та мала довжину 4002 метра.
За цим протягом найближчих кількох років спорудили цілу серію незмінно успішних оцінних та розвідувальних свердловин, до створення яких залучили низку бурових суден — установки Songa Saturn (свердловина Odum-1, яка відкрила наявність вуглеводнів також у породах глибшого кампанського ярусу, та Mahogany-2), Blackford Dolphin (Hyedua-2), Eirik Raude (Mahogany-3), Atwood Hunter (Odum-2, Mahogany-4, Mahogany-5) та Aban Abraham (Mahogany Deep-2). Нарешті, у свердловині Dahoma-1 потрапили в заповнений водою резервуар, який дозволив намітити водо-нафтовий контакт для глибшого кампанського горизонту.

## Розробка
Вже у липні 2009 року розпочали роботи по розробці родовища, при цьому для буріння необхідних свердловин використовували згадані вище бурові судна Blackford Dolphin та Eirik Raude. Схема організації видобутку включала встановлення плавучої установки з видобутку, зберігання та відвантаження нафти (FPSO), розміщеної в районі з глибиною моря 1100 метрів. Для цього на базі танкера сінгапурська верф створила судно Kwame Nkrumah MV21, встановлене на якому обладнання дозволяло обробляти за добу 120 тисяч барелів нафти та 4,5 млн м3 газу (з наступним поверненням останнього у пласт або експортом на суходіл). Крім того, установка забезпечує закачування в пласт до 230 тисяч барелів води, призначеної для підтримки пластового тиску. Обсяг резервуарів судна дозволяє зберігати 1,6 млн барелів нафти.
Kwame Nkrumah прибуло на місце в червні 2010-го, а перше відвантаження нафти припало на грудень того ж року. 2012 року затвердили доповнення до первісного плану розробки, яке передбачало буріння ще 5 видобувних та 3 водонагнітальних свердловин.
У 2017-му прийняли черговий проєкт, котрий також передбачає буріння додаткових свердловин та залучення в розробку родовищ-сателітів Махогані та Тік (Teak).
В 2015 році ввели в експлуатацію схему доставки асоційованого газу з родовища на суходіл (Ghana Early Phase Gas Infrastructure Development Project). Вона включає:
- офшорний газопровід від FPSO Kwame Nkrumah діаметром 300 мм з глибоководною та мілководною ділянками завдовжки 14 та 45 км відповідно;
- газопереробний завод у Атуабо, розрахований на прийом 4,2 млн м3 газа на добу;
- наземний газопровід діаметром 500 мм та завдовжки 111 км Атуабо — Абоадзе, який постачатиме ТЕС Такораді та ТЕС AMERI;
- перспективне бокове відгалуження завдовжки 75 км Esiama — Prestea;
- трубопровід для постачання зрідженого нафтового газу від газопереробного заводу до морського терміналу Domunli.
В подальшому заплановано довести потужність ГПЗ до 10 млн м3 газу на добу.

## Запаси
Видобувні запаси родовища в першій половині 2010-х років оцінювались у 370 млн барелів з перспективою збільшення у кілька разів.
За даними Міністерства нафти Гани (червень 2016), запаси асоційованого газу родовища Джубулі складають 13,8 млрд м3, крім того, в родовищах Махогані та Тік міститься ще 3,4 млрд м3.

## Учасники проєкту
Проєкт розробки зони родовищ Джубілі розташований на території двох ліцензійних блоків, права на які належать:
- у блоці Deepwater Tano — консорціуму в складі британської Tullow (49,95 %, оператор), а також компаній Anadarko та Kosmos (по 18 %), Sabre Oil&Gas (4,05 %) та Ghana National Petroleum Corporation (10 %).
- у блоці West Cape Three Points — консорціуму в складі Kosmos та Anadarko (по 30,88 %), Tullow (22,9 %), Sabre Oil&Gas (1,85 %), EO Group (3,5 %) та Ghana National Petroleum Corporation (10 %).